# مرغ دوزنده تیره‌گردن
مرغ دوزنده تیره‌گردن (نام علمی: Orthotomus atrogularis) نام یک گونه از سرده مرغ دوزنده است.